# Liste der Monuments historiques in Buc (Yvelines)
Die Liste der Monuments historiques in Buc (Yvelines) führt die Monuments historiques in der französischen Gemeinde Buc auf.

## Liste der Bauwerke
| Bezeichnung      | Beschreibung | Standort | Kennzeichnung | Schutzstatus | Datum | Bild           |
| ---------------- | ------------ | -------- | ------------- | ------------ | ----- | -------------- |
| Aquädukt von Buc |              | (Lage)   | PA00087387    | Classé       | 1952  | weitere Bilder |

## Liste der Objekte
- Monuments historiques (Objekte) in Buc (Yvelines) in der Base Palissy des französischen Kultusministeriums